# Никифорово (Вологодский район)
Никифорово — деревня в Вологодском районе Вологодской области.
Входит в состав Майского сельского поселения (с 1 января 2006 года по 8 апреля 2009 года входила в Рабоче-Крестьянское сельское поселение), с точки зрения административно-территориального деления — в Рабоче-Крестьянский сельсовет.
Расстояние по автодороге до районного центра Вологды — 13,6 км, до центра муниципального образования Майского — 4 км. Ближайшие населённые пункты — Дудинское, Михальцево, Сулинское.
По переписи 2002 года население — 28 человек (12 мужчин, 16 женщин). Преобладающая национальность — русские (89 %).